# Opisthoscelis convexa
Opisthoscelis convexa är en insektsart som beskrevs av Walter Wilson Froggatt 1929. Opisthoscelis convexa ingår i släktet Opisthoscelis och familjen filtsköldlöss. Inga underarter finns listade i Catalogue of Life.